# ملا جيون
ملا جيون (1047 هـ - 1130 هـ) هو فقيه حنفي. توفي بدهلي.
هو أحمد المدعو بشيخ جيون أو ملا جيون ابن أبي سعيد بن عبد الله بن عبد الرزاق بن خاصة الحنفي المكي الصالحي ثم الهندوي اللكنوي. من آثاره: «نور الأنوار في شرح الابصار»، والتفسيرات الأحمدية في بيان الآيات الشرعية.